# Форест Хилс (Пенсилванија)
Форест Хилс (енгл. Forest Hills) град је у америчкој савезној држави Пенсилванија.

## Демографија
По попису из 2010. године број становника је 6.518, што је 313 (-4,6%) становника мање него 2000. године.
| Група             | 2000.         | 2010.         |
| Белци             | 6.437 (94,2%) | 5.658 (86,8%) |
| Афроамериканци    | 204 (3,0%)    | 596 (9,1%)    |
| Азијати           | 91 (1,3%)     | 77 (1,2%)     |
| Хиспаноамериканци | 49 (0,7%)     | 86 (1,3%)     |
| Укупно            | 6.831         | 6.518         |